# Hum Aapke Dil Mein Rehte Hain
Hum Aapke Dil Mein Rehte Hain – bollywoodzki romans z Anil Kapoorem, Kajol, Anupam Kherem w rolach głównych. Wyreżyserowany w 1999 roku film (Satish Kaushik, autor Tere Naam) broni wartości małżeństwa, przedkładając związek na zawsze nad relację czasową. Bohater filmu przyjmując pełną poświęcenia miłość kobiety, sam uczy się kochać. 
Kajol za główną rolę kobiecą nominowano do Nagrody Filmfare dla Najlepszej Aktorki.

## Fabuła
Gdy Vijay (Anil Kapoor) powraca ze studiów w Ameryce, jego ojciec Vishwanath (Anupam Kher) liczy, że syn pomoże mu w prowadzeniu biznesu i napełni dom radością zakładając rodzinę. Ale studia w Ameryce dały Vijayowi nie tylko wiedzę i dyplom, ale zmieniły też jego system wartości. To, czego najbardziej pragnie teraz Vijay, to wiecznej zabawy i braku zobowiązań. Jednak, gdy ogarnia go niepokój o zdrowie ojca, obiecuje mu ustatkować się żeniąc się z wybraną przez niego osobą. Ale pod jednym warunkiem. Jeśli po roku okaże się, że nie zdołał pokochać poślubionej kobiety, rozwiedzie się. Ojciec mając nadzieję, że rok wystarczy, aby rozkochać Vijaya, wybiera mu na żonę uroczą i wrażliwą Meghe (Kajol). Oburzona stawianym przez Vijaya warunkiem, Megha zgadza się go poślubić, aby móc opłacić operację siostry. Gdy mija rok, podczas którego Megha okazuje Vijayowi troskę i pełną poświęcenia miłość, ten odsyła ją do jej rodzinnego domu domagając się rozwodu...

## Obsada
- Anil Kapoor – Vijay
- Kajol –  Megha
- Anupam Kher –  p. Vishwanath, Vijaya ojciec
- Shakti Kapoor –  Khairati Lal
- Parmeet Sethi – Yeshwant Kumar
- Mink Singh – Anita
- Satish Kaushik – German / sekretarz Vijaya
- Rakesh Bedi – Salim (kierowca)
- Johnny Lever
- Smita Jaykar –  matka Meghy
- Sudha Chandran –  Manju
- Gracy Singh – Maya
- Sadhu Meher – Badri Prasad
- Raju Shrestha – Sudhakar
- Adi Irani – mąż Manju

## Muzyka i piosenki
Muzykę do filmu skomponował Anu Malik.
- Hum Aapke Dil Mein Rehte Hain
- Chup Gaya Badli Mein
- Meri Life
- Mahi re
- Kasam Se

## O twórcach filmu
- To jedyny film, w którym Kajol i Anil Kapoor tworzą parę.